# Comuna Mîlsk, Rojîșce
Mîlsk (în ucraineană Мильськ) este o comună în raionul Rojîșce, regiunea Volînia, Ucraina, formată din satele Berehove și Mîlsk (reședința).

## Demografie
Componența lingvistică a satului Mîlsk
     Ucraineană (100%)
Conform recensământului din 2001, toată populația satului Mîlsk era vorbitoare de ucraineană (100%).